# Tuffi ai campionati mondiali di nuoto 2022 - Trampolino 3 metri sincro maschile
La gara dei tuffi dal trampolino 3 metri sincro maschile dei campionati mondiali di nuoto 2022 è stata disputata il 26 giugno 2022 presso la Duna Aréna di Budapest. La gara, alla quale hanno preso parte 16 coppie di atleti provenienti da altrettante nazioni, si è svolta in due turni, in ognuno dei quali le coppie hanno eseguito una serie di sei tuffi.
La competizione è stata vinta dalla coppia cinese Cao Yuan e Wang Zongyuan, mentre l'argento e il bronzo sono andati rispettivamente ai britannici Anthony Harding e Jack Laugher e ai tedeschi Timo Barthel e Lars Rüdiger.

## Programma
| Data           | Ora (UTC+2) | Turno       |
| -------------- | ----------- | ----------- |
| 26 giugno 2022 | 09:00       | Preliminari |
| 26 giugno 2022 | 16:00       | Finale      |

## Risultati
| Pos.    | Nazione         | Atleti                               | Preliminari | Preliminari | Finale          | Finale          |
| Pos.    | Nazione         | Atleti                               | Punti       | Pos.        | Punti           | Pos.            |
| ------- | --------------- | ------------------------------------ | ----------- | ----------- | --------------- | --------------- |
| Oro     | Cina            | Cao Yuan Wang Zongyuan               | 446,07      | 1           | 459,18          | 1               |
| Argento | Gran Bretagna   | Anthony Harding Jack Laugher         | 413,13      | 2           | 451,71          | 2               |
| Bronzo  | Germania        | Timo Barthel Lars Rüdiger            | 383,07      | 5           | 406,44          | 3               |
| 4       | Svizzera        | Guillaume Dutoit Jonathan Suckow     | 345,00      | 9           | 376,05          | 4               |
| 5       | Francia         | Jules Bouyer Alexis Jandard          | 387,27      | 3           | 375,54          | 5               |
| 6       | Italia          | Lorenzo Marsaglia Giovanni Tocci     | 361,65      | 6           | 372,33          | 6               |
| 7       | Colombia        | Sebastián Morales Luis Uribe         | 386,37      | 4           | 364,62          | 7               |
| 8       | Messico         | Diego García Yolotl Martínez         | 358,26      | 7           | 363,21          | 8               |
| 9       | Ucraina         | Oleksandr Horškovozov Oleh Kolodij   | 353,64      | 8           | 362,43          | 9               |
| 10      | Spagna          | Adrián Abadía Nicolás García         | 331,02      | 12          | 354,60          | 10              |
| 11      | Malaysia        | Chew Yiwei Ooi Tze Liang             | 337,23      | 11          | 337,83          | 11              |
| 12      | Nuova Zelanda   | Liam Stone Frazer Tavener            | 337,86      | 10          | 322,11          | 12              |
| 13      | Rep. Dominicana | Frandiel Gómez José Ruvalcaba        | 327,63      | 13          | Non qualificati | Non qualificati |
| 14      | Georgia         | Sandro Melikidze Tornike Onikashvili | 316,95      | 14          | Non qualificati | Non qualificati |
| 15      | Stati Uniti     | Tyler Downs Quentin Henninger        | 299,43      | 15          | Non qualificati | Non qualificati |
| 16      | Kuwait          | Abdulrahman Abbas Hasan Qali         | 287,10      | 16          | Non qualificati | Non qualificati |